# NGC 412
NGC 412 je jedan do danas još nepotvrđen i neutvrđen objekt u zviježđu Kitu. 

## Vanjske poveznice
- SEDS: NGC 0412